# شکست‌ناپذیر (ترانه میوز)
«شکست‌ناپذیر» (به انگلیسی: Invincible) یک تک‌آهنگ از میوز است. این تک‌آهنگ در آلبوم سیاه‌چاله‌ها و مکاشفات قرار داشت.